# Georg Ernst Ludwig Hampe
Georg Ernst Ludwig Hampe   (Fürstenberg, 5 de juliol de 1795 - Helmstedt, 23 de novembre de 1880) va ser un botànic i micòleg alemany.
El 1810 es va convertir en un aprenent farmacèutic del seu oncle a Brakel i durant els propers quinze anys va treballar en diverses farmàcies diferents, incloent una a Halle an der Saale, on va conèixer el botànic Kurt Sprengel (1766 - 1833). També va treballar a la farmàcia universitària de Göttingen, i als establiments d'Allendorf i Braunschweig. El 1825 va ser propietari d'una farmàcia local a Blankenberge (Harz), on va romandre com a director fins a 1864.
Durant el seu temps de permanència a Blankenberge, Hampe va estudiar la flora nativa de les muntanyes de Harz. Estava particularment interessat per les molses i, a través de la seva associació amb el briòleg Johann Karl August Müller (1818-1899), es va exposar a espècies no europees de les Amèriques, Madagascar, Nova Zelanda, Austràlia, i altres. En la seva recerca col·laborativa amb Müller, he descrit nombroses noves espècies bryologiques.
El 1870, la Universitat de Göttingen li atorga el títol de doctor honorífic. El 1876, ell va vendre la seva farmàcia, i es va traslladar a Helmstedt, on va anar a viure amb el seu fill. Després de la mort de Hampe, el 23 de novembre de 1880, el seu gran herbari va ser adquirit pel Museu d'Història Natural de Londres.
El gènere de planta Hampea de la família Malvaceae va ser nomenat en el seu honor per Diederich Franz Leonhard von Schlechtendal (1794-1866).

## Algunes publicacions
- Prodromus florae Hercyniae. Halle 1836, Nordhausen 1842
- Linnaea, 1844
- Icones muscorum novorum vel minus cognitorum. Bonn, 1844
- Flora Hercynica oder Aufzählung der im Harzgebiete wildwachsenden Gefässpflanzen, G. Schwetschke'scher Verlag. 1873
- Flora Hercynica. Halle, 1875